# سی‌بی‌سی تله‌ویژن
سی‌بی‌سی تله‌ویژن (انگلیسی: CBC Television) یا سی‌بی‌سی تی‌وی یک شبکهٔ تلویزیونی انگلیسی‌زبان کانادایی است که از زیرمجموعه‌های رسانهٔ جمعی ملی این کشور یعنی سی‌بی‌سی است. این شبکه کارش را در تاریخ ۶ سپتامبر ۱۹۵۲ آغاز کرد.
ساختمان مرکزی این تلویزیون در شهر تورنتو واقع است و تقریباً تمامی برنامه‌های پخش شده از آن در کشور کانادا ساخته و تهیه می‌شود.
گرچه بخشی از هزینهٔ این شبکه از محل درآمدهای عمومی تأمین می‌شود، اما برخلاف بسیاری از شبکه‌های تلویزیونی عمومی در سایر نقاط جهان، تبلیغات تلویزیونی نیز در تأمین هزینه‌های آن نقش دارد.
برنامه‌های این شبکهٔ تلویزیونی شامل اخبار، برنامه‌های ورزشی، مفرح و کودکان است و تقریباً در تمامی نقاط کانادا در زمان محلی مشخص پخش می‌شود؛ به جز منطقه زمانی نیوفاندلند که برنامه‌هایش نیم ساعت عقب‌تر است.